# Arbolister termitophilus
Arbolister termitophilus är en skalbaggsart som beskrevs av Miłosz A. Mazur 1990. Arbolister termitophilus ingår i släktet Arbolister och familjen stumpbaggar. Inga underarter finns listade i Catalogue of Life.